# Františka Podpěrová-Bělská
Františka Podpěrová-Bělská, (22. března 1898 Jilemnice – 1969) byla česká sochařka, jedna z prvních českých akademických sochařek.

## Život
Narodila se v Jilemnici v Podkrkonoší. Získala sochařské vzdělání.
Vdala se za sochaře a kameníka Blahomíra Podpěru (1895–1968) z Břevnova; majitele kamenického závodu v Kralupech nad Vltavou, Blahomír pocházel z kamenického roku Podpěrů původem z Kladenska, jeho příbuzným byl například kameník Josef Podpěra působící ve Světlé nad Sázavou.

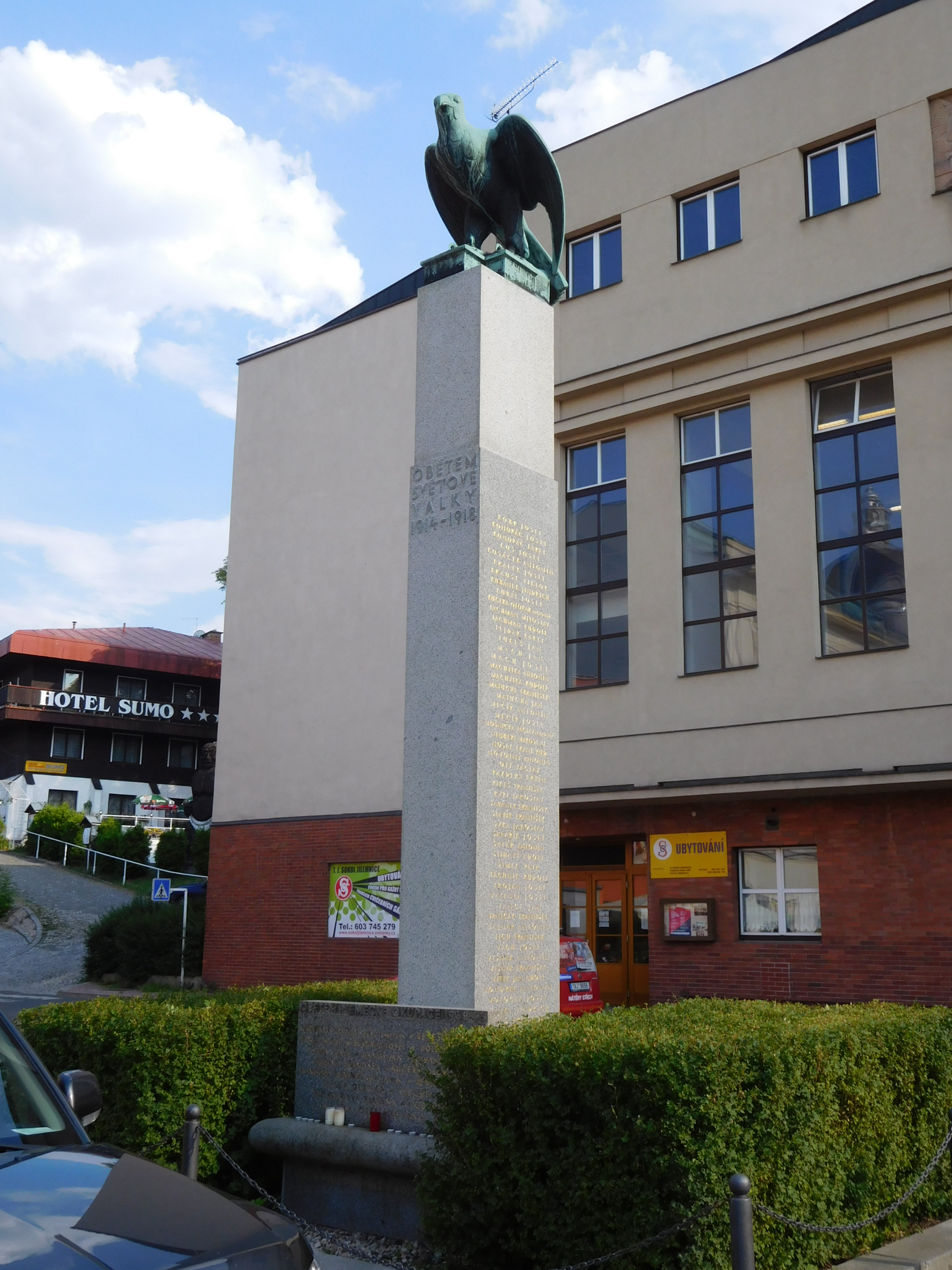
Pomník padlým v 1. a 2. světové válce v Jilemnici před místní sokolovnou

Zemřela roku 1969.

## Dílo
- 1945 Pomník padlým v 1. a 2. světové válce v Jilemnici